# 楚賓
楚賓（Cho Ban），活躍於20世紀30年代及40年代的香港粵劇與電影演員及導演。後期移居至中華人民共和國廣東省發展。
楚賓（文武生）、林小梅（正印花旦）及廖夢覺（丑生）演出由梁金棠編撰的粵劇《帝女花》由廣東省廣州市的「散天花劇團」在1934年10月25日（星期四）首次公演。
楚賓參演「大觀公司」的粵語喜劇《金屋十二釵》（1937年1月14日香港公映，飾演十二娘傾心），因拍戲中戲《卓文君夜奔司馬相如》，與演員朱劍琴（朱佩瑞）拍拖後結婚 
楚賓在中華人民共和國的反右運動裡，被指是粵劇界的右派分子，在三次大規模的群眾集會裡被批鬥。

## 外部連結
- 香港電影資料館：楚賓[永久]